# قوات الدفاع الجوي السوري
قوات الدفاع الجوي السوري (رسميًا: قوات الدفاع الجوي العربي السوري)؛ هي قيادة مستقلة داخل القوات المسلحة السورية. وقد تم دمجها في الجيش العربي السوري والقوات الجوية العربية السورية ثم فصلت عنهما. وتسيطر قوات الدفاع الجوي السورية على أربع كتائب للدفاع الجوي، وإحدى عشرة من فرق الدفاع الجوي، وستة وثلاثون لواء من ألوية الدفاع الجوي، لكل منها ست كتائب قذائف أرض-جو. وهي مجهزة بـ650 طائرة ثابتة من طراز أس-75 دفينا، قاذفات من طراز نيفا بيتشورا، وS-200، و200 قاذفة متنقلة من طراز K12، وما يزيد على 000 4 مدفع مضاد للطائرات يتراوح ما بين عيار 23 ملم و100 ملم. وهناك أيضا أفواج مستقلة لقذائف أرض-جو من طراز 9كيه33 أو أس إيه، لكل منها أربع بطاريات من ثمانية وأربعين قذيفة سام متنقلة.وفي عام 2018 تسلمت سوريا نظام الدفاع الجوي المتطور 300-S من قبل روسيا.

## تاريخ القتال

### 2016
- في 13 سبتمبر 2016، أسقط الجيش السوري طائرة حربية إسرائيلية وطائرة بدون طيار بعد هجوم على محافظة القنيطرة.[1]

### 2017
- في 17 مارس 2017، ادعى الجيش السوري أنه أسقط طائرة حربية إسرائيلية بعد هجوم على موقع عسكري بالقرب من تدمر.[2] وأنكرت قوات الدفاع الإسرائيلية وقوع أي خسارة من هذا القبيل.[3]
- في 7 أبريل 2017، قامت الولايات المتحدة الأمريكية بشن هجوم على سوريا من خلال إطلاق 59 صاروخا من نوع توماهوك وتمكنت الدفاعات الجوية السورية من إسقاط 32 صاروخًا وذلك بناءًا على تصريحات وزارة الدفاع السورية والروسية.
- في الساعة 4 صباحًا من يوم 16 أكتوبر 2017، أطلقت وحدة قذائف من طراز إس-200 تابعة لقوات الدفاع الجوي السوري النار على طائرة مقاتلة إسرائيلية تقوم بمهمة استطلاع. وتم إخراج الطائرة النفاثة عن الخدمة. وادعت قوات الدفاع الجوي السوري أن الطائرة النفاثة هي من طراز لوكهيد مارتن إف-35 لايتنيغ الثانية، لكن القوات الجوية الإسرائيلية أنكرت ذلك.

### 2018
- في 10 فبراير 2018، أسقط الدفاع الجوي السوري طائرة إسرائيلية من طراز إف-16 بعد هجوم على أهداف في سوريا.
- في 14 أبريل 2018 قامت الولايات المتحدة الأمريكية وبريطانيا وفرنسا بشن هجمات على سوريا باستخدام صواريخ كروز وتوما هوك حيث اطلقت بوارج وطائرات هذا التحالف ما يقارب 103 صواريخ وتمكنت الدفاعات الجوية السورية بالتصدي واسقاط 73 صاروخًا وذلك بناء على تصريح القيادة العسكرية السورية ووزارة الدفاع الروسية.
- في 10 مايو 2018، قامت إسرائيل بهجوم جوي على سوريا بعد هجوم صاروخي على الجولان باستخدام 28 طائرة اطلقت 70 صاروخ ونجحت الدفاعات الجوية بالتصدي للعدد الأكبر من الصواريخ.
- في 25 يونيو 2018، قامت إسرائيل بهجوم جوي على مطار دمشق الدولي من خلال إطلاق 4 صواريخ ونجحت الدفاعات الجوية السورية بإسقاط صاروخين.